# Chiesa di Santo Stefano dei Cappuccini

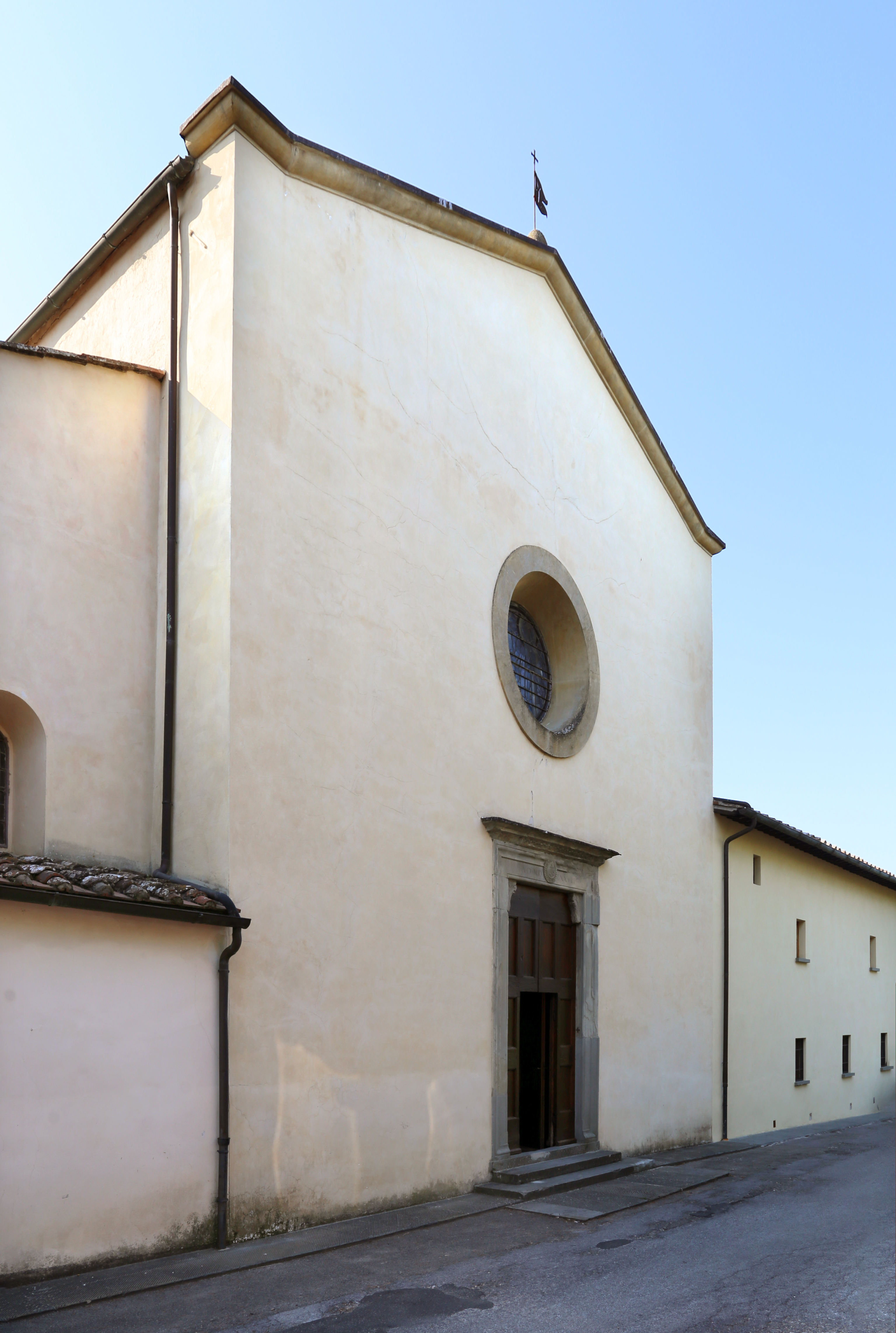
Esterno

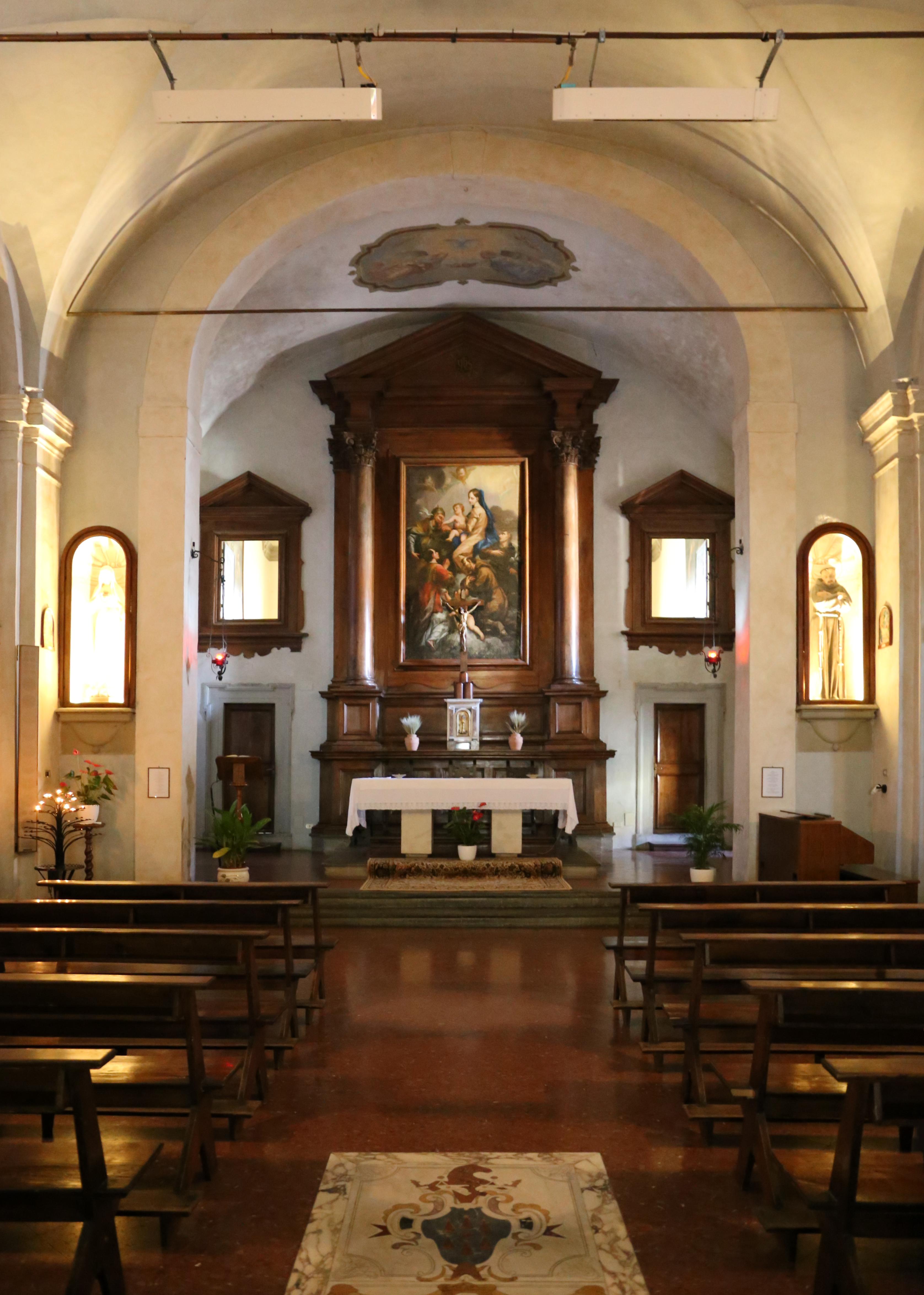
Interno

La chiesa di Santo Stefano dei Cappuccini è una chiesa di Arezzo che si trova in via Santo Stefano.

## Storia e descrizione
I cappuccini si stabilirono ad Arezzo nel 1535, dimorando per un anno a San Cosimo sul Monte Lignano. Dopo una serie di trasferimenti, grazie al contributo della Fraternita dei Laici, del vescovo Stefano Bonucci e di alcuni aretini, nel 1577 fu posta la prima pietra della chiesa nel luogo detto Palazzuolo di Andreuccio. 
Cinquecentesco è ancora il portale esterno, come le due cappelle poste lateralmente all'entrata. Grandi lavori di ampliamento furono fatti a partire dal 1707. Settecentesche sono alcune delle tele conservate all'interno. 
Di Odoardo Vicinelli era il San Felice da Cantalice (1708), oggi rubato. La tela dell'altare maggiore con la Madonna col Bambino e i santi Francesco, Antonio, Stefano e Gregorio è di Pier Dandini, autore anche dei due quadri laterali con San Bonaventura e San Diego d'Alcantara. 
Datata 1601 e firmata è l'Assunzione della Vergine, opera di Santi di Tito.